# Zelená revoluce (Írán)

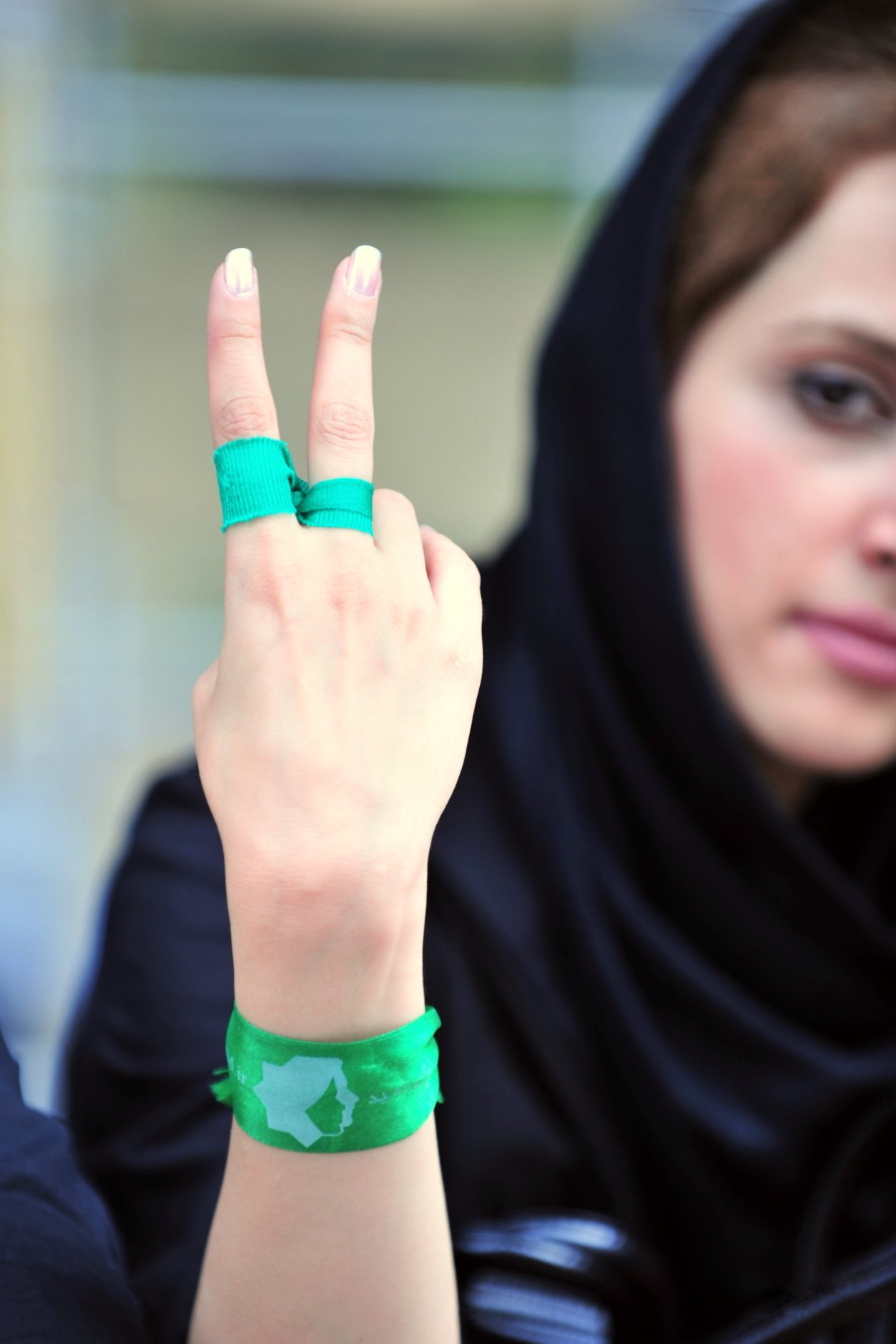
Zelená barva jako symbol naděje na lepší budoucnost Íránu

Zelená revoluce nebo Zelená vlna je pojem používaný v médiích pro sérii protivládních protestů, k nimž došlo v Íránu v červnu 2009. Název naznačoval souvislost s hnutím občanského odporu proti nedemokratickým režimům ve východní Evropě, nazývaným Barevné revoluce.
12. června 2009 se konaly prezidentské volby, jejichž favoritem byl reformní kandidát Mír Hosejn Músáví. Druhý den bylo oznámeno, že úřadující hlava státu Mahmúd Ahmadínežád získala více než dvě třetiny hlasů. Músáví označil výsledky za zfalšované a jeho přívrženci vyšli do ulic. Nosili zelené stužky (barva Músávího volební kampaně), které daly název celému hnutí, spojujícímu liberální duchovenstvo, sekulární intelektuály i národnostní menšiny (Músáví je ázerbájdžánského původu). Teheránem pochodovaly statisíce lidí, zpočátku poklidné akce pod heslem Kde je můj hlas? přerostly v násilnosti a volání Smrt diktátorovi! (míněn Ahmadínežád). Protesty se přenesly do dalších měst (Ahváz, Isfahán), připojili se také Íránci žijící v zahraničí. Fotbalisté vyjádřili sympatie opozici tím, že nosili na dresech zelené pásky. Jádro hnutí tvořili studenti, využívající sociální sítě k organizování demonstrací.
Od 16. června přešel režim do protiútoku. Množila se shromáždění Ahmadínežádových stoupenců, docházelo ke krvavým srážkám mezi protestujícími a pořádkovými složkami. To vyvrcholilo v sobotu 20. června, kdy Revoluční gardy zabily nejméně deset lidí a stovky jich uvěznily. Téhož dne vystoupil vůdce islámské revoluce ajatoláh Alí Chameneí, který doposud zachovával neutralitu, a označil demonstrující za vlastizrádce. To znamenalo konec nadějí zeleného hnutí na podporu ze strany kléru, ohroženého Ahmadínežádovým radikalismem. Diplomatické protesty Západu nic nepomohly, nastaly represe proti odpůrcům prezidenta. Většina Músávího sympatizantů byla zastrašena, v ulicích zavládl klid, i když k menším potyčkám došlo ještě 9. července (desáté výročí studentské stávky z roku 1999) a 5. srpna (Ahmadínežádova oficiální inaugurace). Músáví založil organizaci nazvanou Zelená stezka naděje, ale bylo na něj uvaleno domácí vězení a hrozil mu trest smrti.
O zelené revoluci byly natočeny filmy , vyvolala vlnu mezinárodní solidarity, prestiž režimu je výrazně pošramocena [nedostupný zdroj], na jaře 2011 došlo opět k několika protivládním vystoupením inspirovaným státními převraty v Tunisu a Egyptě. Přesto je Írán jedinou zemí, kde barevná revoluce nevedla ke změně politického vedení.